# Cumberland Island National Seashore
Le Cumberland Island National Seashore est une aire protégée américaine située sur les bords de l'océan Atlantique, en Géorgie. Créée le 23 octobre 1972, elle protège intégralement Cumberland Island, dans le comté de Camden.

## Description
Cumberland Island, en Géorgie, est la plus grande des îles du sud-est des Etats-Unis. L'île fait 28 km de long, avec une superficie de 147,37 km2, dont 68,2 km2 de marais, vasières et criques. Il n'y a pas de pont sur l'île; on peut l'atteindre seulement par le ferry de Cumberland. Little Cumberland Island est reliée à l'île principale par un marais, mais n'est pas ouverte au public.

## Écosystème
L'île compte trois grandes régions d'écosystème. Le long du bord ouest de l'île, il y a de grandes zones de marais salés. On trouve également des chênes recouverts de mousse et des palmiers à la lisière de la dense forêt maritime de Cumberland. L'écosystème le plus célèbre de l'île de Cumberland est sa plage, qui s'étend sur 27 km. L'île abrite de nombreux animaux indigènes intéressants, ainsi que des espèces non indigènes. Il y a des cerfs de Virginie, des écureuils, des ratons laveurs, des tatous à neuf bandes, des sangliers, des porcs sauvages, des alligators américains, ainsi que de nombreux habitants des marais. L'endroit est également célèbre pour ses chevaux sauvages errant librement sur l'île.

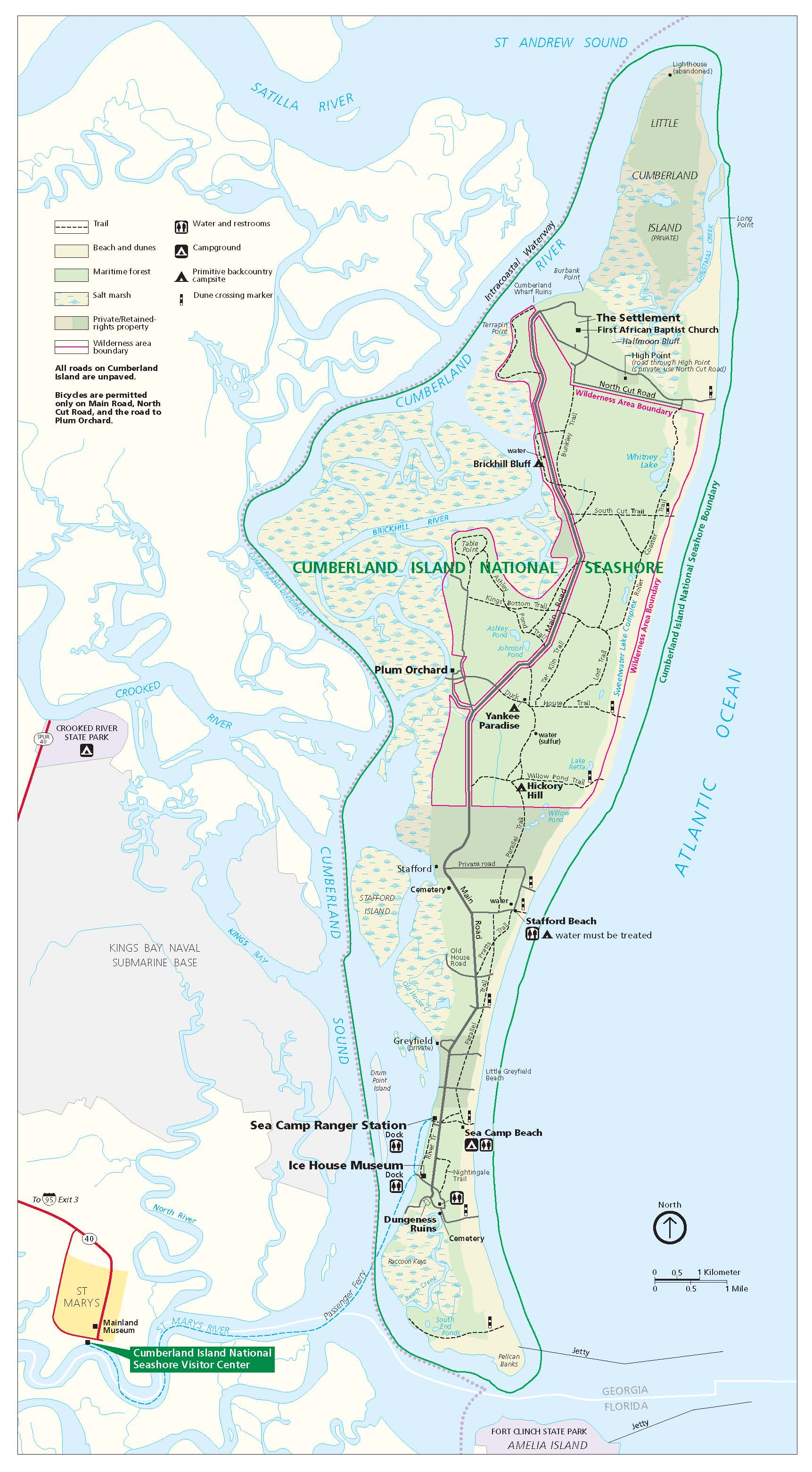
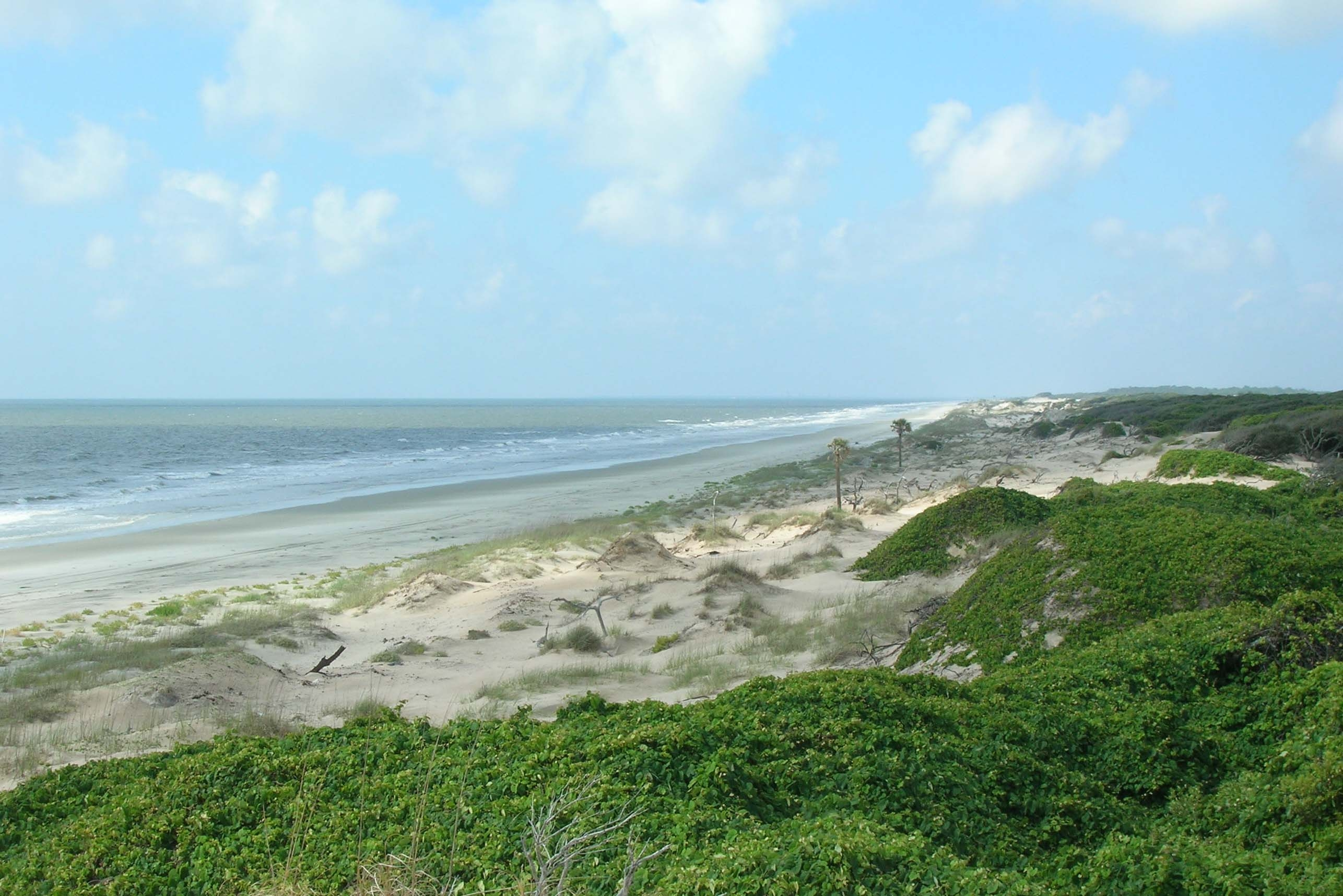
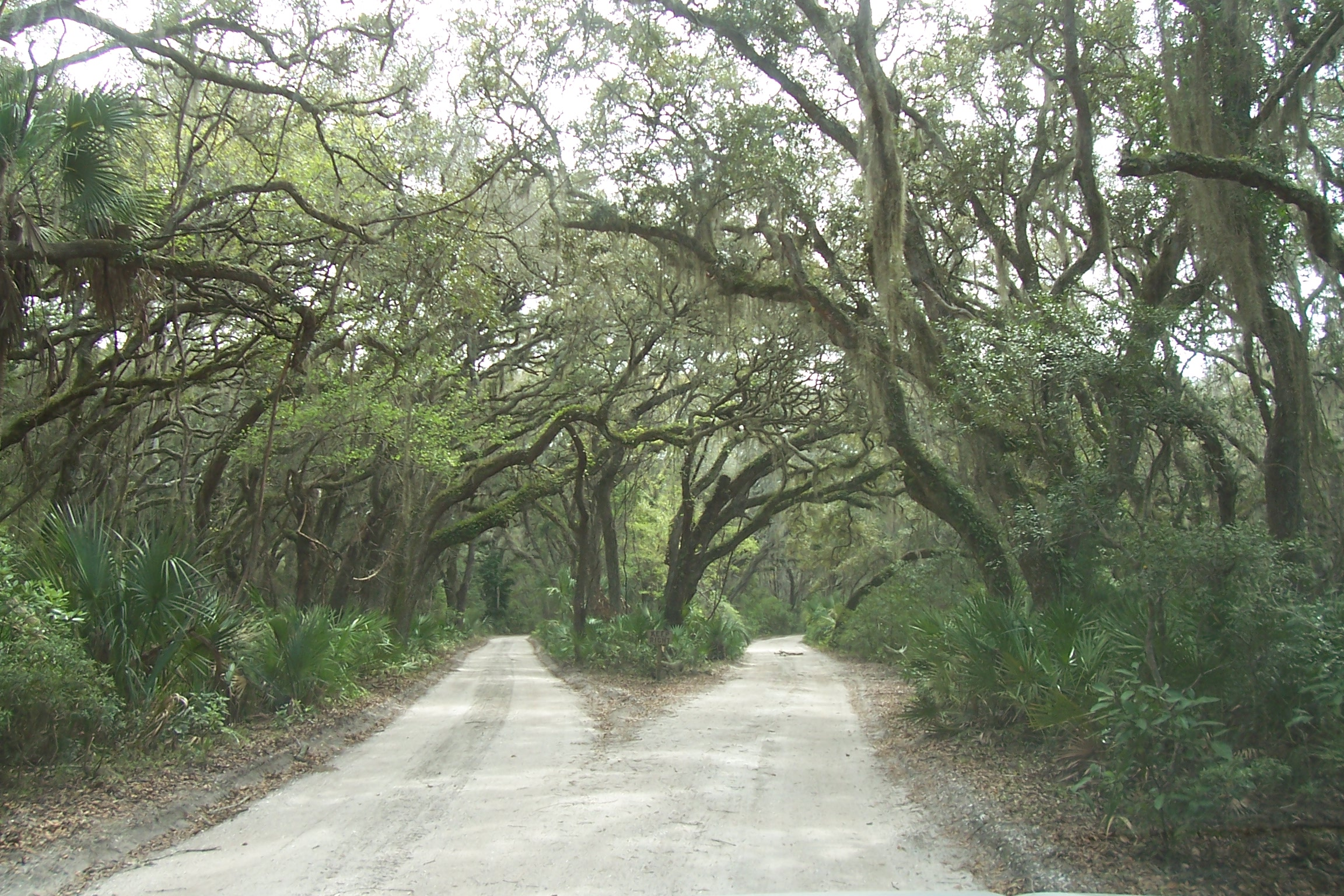
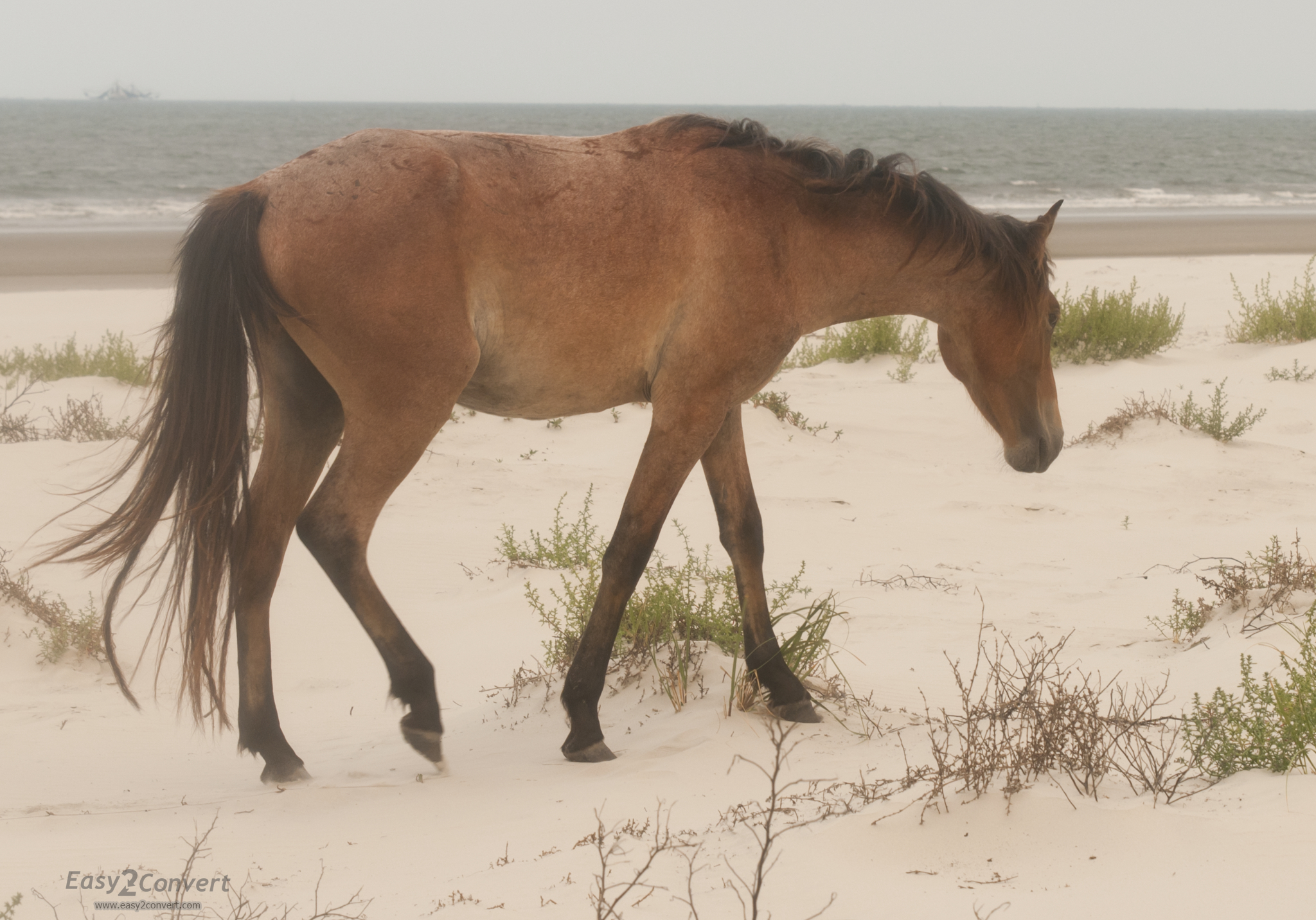
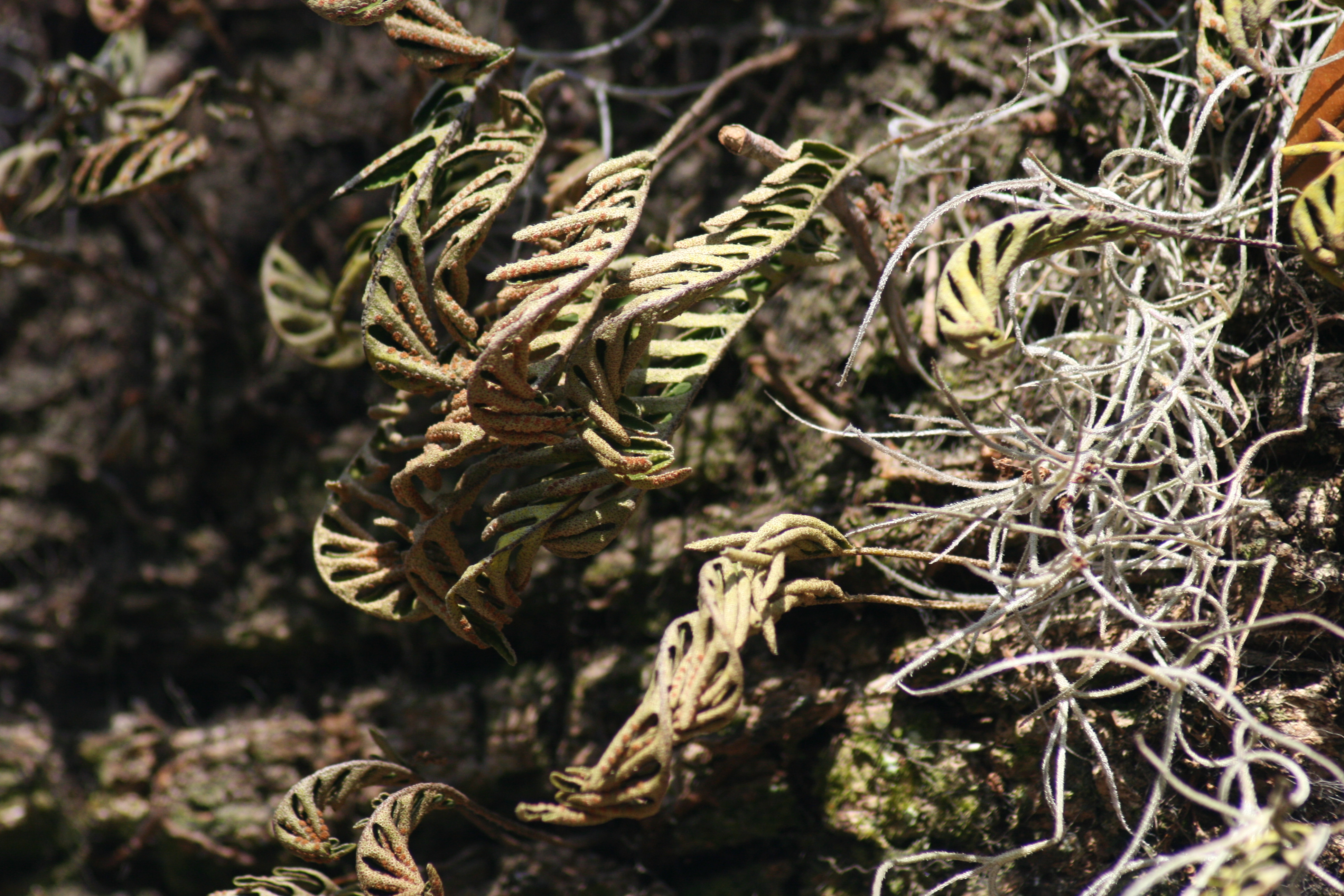